# Krzysztof Wojciechowski

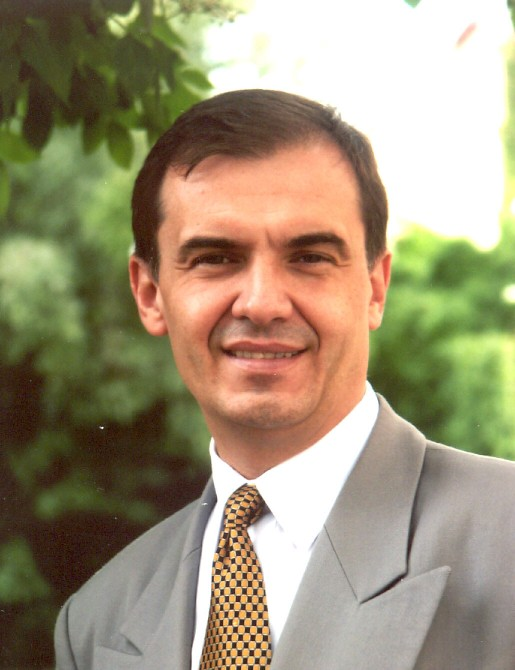
Krzysztof Wojciechowski

Krzysztof Wojciechowski (* 18. September 1956 in Warschau) ist ein polnischer Autor.

## Herkunft
Wojciechowski wurde in Warschau als Sohn von Franciszek und Halina, geb. Rymszewicz, geboren. Dort besuchte er von 1963 bis 1970 die 191. Grundschule. Danach folgte das Zygmunt-Modzelewski-Gymnasium, in dem erweiterter Deutschunterricht angeboten wurde. Nach seinem Abitur 1975 studierte er Philosophie und Soziologie an der Universität Warschau. Sein Diplom bestand er 1979 mit Auszeichnung, das Thema seiner Diplomarbeit war: „Moral und Politik“.

## Werdegang und Ehrungen
Am 1. Oktober 1979 begann seine Arbeit an der Fakultät für Gesellschaftswissenschaften der Warschauer Universität. 1989 erfolgte die Promotion zum Thema „Interesse und Bedürfnis als Bezugspunkte in der Ethik und Werttheorie des Marxismus“. Bis September 1991 war er weiterhin für die Universität Warschau tätig und erhielt anschließend eine unbezahlte Freistellung bis 1997.
1991 zog er nach Berlin war für die Stadtverwaltung Frankfurt (Oder) für die Koordination der internationalen Beziehungen im Gründungsbüro der Europa-Universität Viadrina tätig. Ab Mai 1993 war er an der Viadrina der Leiter des Akademischen Auslandsamtes. Ab dem 15. Oktober 1994 war er als Verwaltungsdirektor mit der Organisation des Collegium Polonicum in Słubice, einer gemeinsamen Einrichtung der Viadrina und der Adam-Mickiewicz-Universität Posen, betraut. Bis heute ist er dort Verwaltungsdirektor. Seit 1997 wohnt er in Frankfurt (Oder).
Im Oktober 2001 wurde er leitender Redakteur der wissenschaftlichen Schriftenreihe des Collegium Polonicum und ein Jahr später Koordinator des Europäischen Wissenschaftszentrums der Viadrina am Collegium Polonicum. Wojciechowski ist Mitgründer und langjähriger Vorstandsvorsitzender (2003–2014) der „Fundacja na rzecz Collegium Polonicum“ (Stiftung für das Collegium Polonicum) und Gründer des „My Life – erzählte Zeitgeschichte e. V“ (2004).
2005 wurde ihm die Brandenburger Europaurkunde vom Ministerpräsidenten Brandenburgs Matthias Platzeck überreicht. 2012 bekam er die Verdienstmedaille der Europa-Universität Viadrina. Mit Erklärung vom 3. August 2013 verlieh der polnische Staatspräsident Bronisław Komorowski Krzysztof Wojciechowski das silberne Verdienstkreuz der Republik Polen für seine Verdienste in der Entwicklung der Wissenschaft und der grenzüberschreitenden Zusammenarbeit. Darüber hinaus wurde er mit dem Titel Persönlichkeit des Jahres des Słubicer Landkreises (2016), Persönlichkeit der 15-jährigen EU-Mitgliedschaft Polens (2019) geehrt. Er bekam auch die 100 Jahr Feier der Posener Universität Medaille (2019).
Krzysztof Wojciechowski war in erster Ehe 1978–1999 mit Eva geb. Daber verheiratet. Aus der Ehe gingen die Kinder: Pia (* 1981), Pascal (1984–1984) und David (1985–2018) hervor. In den Jahren 1997–2005 war er alleinerziehender Vater. Aus der zweiten Ehe (2005–2016) mit Monika geb. Sękiewicz hat er zwei Kinder: Julia (* 2007) und Melchior (* 2008).

## Trivia
Wojciechowski gilt in seiner Funktion als Direktor des Collegium Polonicum als der Ideengeber des weltweit ersten Wikipedia-Denkmals. Als Grund für seine Initiative gab er an: „Ich bin bereit, vor der Wikipedia in die Knie zu gehen. Aus diesem Grund kam mir der Gedanke an ein Denkmal, wo ich das tun könnte“.

## Werke
- als Hrsg.: Die wissenschaftlichen Größen der Viadrina. (= Wissenschaftliche Schriftenreihe der Europa-Universität Viadrina). Frankfurt (Oder) 1991.
- Die neuen Frankfurter Studenten 1992–1997. Wilhelmshorst 1998.
- Moi kochani Niemcy. Gdańsk 2000.
  - dt.: Meine lieben Deutschen. Berlin 2002, ISBN 3-929592-63-0.
- mit Bernd Klugert: Wörterbuch Deutsch-Polnisch. Begriffe aus Wissenschaft und Hochschule. Słownik polsko-niemiecki. Słownictwo akademickie. Deutscher Akademischer Austauschdienst, Bonn 2001, ISBN 3-87192-797-X.
- Knigge für deutsche Unternehmer in Polen. IHK Frankfurt (Oder), 2002.
- Jak postępować z Niemcami w biznesie i nie tylko / Knigge für deutsche Unternehmer in Polen. Wydawnictwo Naukowe UAM Poznań/Polsko-Niemiecka Izba Przemysłowo-Handlowa, Warszawa 2005, ISBN 83-232-1525-1.
- Erinnerungen und Reflexionen eines Viadrina-Pioniers. In: Ulrich Knefelkamp (Hrsg.): ‘Blütenträume‘ und ‘Wolkenkuckucksheim‘ in ‘Timbuktu‘ - 10 Jahre Europa-Universität Viadrina. Berlin 2001, ISBN 3-931278-03-4.
- mit Agnieszka Bielawska (Hrsg.): Europäischer Anspruch und regionale Aspekte : grenzüberschreitende universitäre Zusammenarbeit in der deutsch-polnischen Grenzregion angesichts der zukünftigen Herausforderungen in Europa. Berlin 2007, ISBN 978-3-8325-1705-2.
- mit Marzena Słodownik: Wartość życia. Lubuscy seniorzy - historie opowiedziane. Słubice 2007, ISBN 978-83-923762-2-4.
- mit Agnieszka Bielawska (Hrsg.): Trans-Uni. Problemy zarządzania międzynarodową współpracą szkół wyższych w regionach przygranicznych. Berlin 2007, ISBN 978-3-8325-1726-7.
- Das Collegium Polonicum. Ein Abenteuerbericht aus den Gründerjahren jenseits der Oder. In: Richard Pyritz, Mattias Schütt (Hrsg.): Die Viadrina. Eine Universität als Brücke zwischen Deutschland und Polen. Berlin-Brandenburg, 2009, ISBN 978-3-937233-57-4.
- mit Jan C. Joerden (Hrsg.): Ethical Liberalism in Contemporary Societies. Frankfurt am Main 2009, ISBN 978-3-631-58620-4.
- Polsko-niemieckie gry i zabawy. In: Hubert Orłowski (Hrsg.): Moje Niemcy - moi Niemcy. Odpominania polskie. Instytut Zachodni, Poznań 2009, ISBN 978-83-61736-14-1.
- mit Marek Kłodnicki: Szansa w Niemczech? Poradnik dla polskich przedsiębiorców i pracobiorców po 1 maja 2011. Zielona Góra 2011, ISBN 978-83-931526-1-2.
- Opposition hie und da. Einige Bemerkungen zum oppositionellen Dasein in der DDR und in der Volksrepublik Polen. In: K. Wojciechowski (Hrsg.): Andersdenkende. Oppositionelle aus dem Raum Frankfurt (Oder) – Gorzów Wielkopolski berichten. Metropol Verlag, Berlin 2012, ISBN 978-3-86331-102-5.